# Cieśle (powiat poznański)
Cieśle – wieś w Polsce położona w województwie wielkopolskim, w powiecie poznańskim, w gminie Buk, zamieszkała przez 72 osoby.

## Historia
Pierwsze wzmianka o miejscowości pojawiła się w 1380 roku. Wieś należała od XV wieku do członków rodu Samsonów używających nazwiska Ciesielski, a później m.in. Richterów i Tadeusza Chłapowskiego.
Leon Plater w XIX-wiecznej książce pod tytułem "Opisanie historyczno-statystyczne Wielkiego Księztwa Poznańskiego" (wyd. 1846) zalicza Cieśle do wsi większych w ówczesnym powiecie bukowskim, który dzielił się na cztery okręgi (bukowski, grodziski, lutomyślski oraz lwowkowski). Cieśle należały do okręgu bukowskiego i były siedzibą majętności prywatnej, której właścicielem był Wilke. Według spisu urzędowego z 1837 roku wieś liczyła 128 mieszkańców i 10 dymów (domostw).
Dominium Cieśle liczyło pod koniec XIX wieku 1899 mórg rozliczeniowych i 12 domostw z 162 mieszkańcami.
W okresie II wojny światowej w pobliskim lesie był zlokalizowany obóz pracy przymusowej, którego robotnicy budowali nasypy autostrady Poznań–Berlin. Budowy wówczas nie dokończono, ale istniejące nasypy wykorzystano w czasie budowy autostrady A2.
W latach 1975–1998 miejscowość należała administracyjnie do województwa poznańskiego.

## Zabytki
W Cieślach znajduje się zabytkowy zespół dworski, na który składa się dwór z 1930–1934 (albo 1935) roku, park krajobrazowy o pow. 3,46 ha z licznymi pomnikami przyrody oraz sąsiadujący z nim zespół folwarczny.

## Ludzie związani z Cieślami
W 1810 w Cieślach urodził się poeta i publicysta Piotr Dahlman, syn miejscowego ekonoma.